# Cargolet de Zapata
El cargolet de Zapata (Ferminia cerverai) és una espècie d'ocell endèmica de Cuba, igual que el seu gènere (Ferminia Barbour, 1926), del qual és l'única espècie. Pertany a la família Troglodytidae de l'ordre Passeriformes. És una de les aus de més bell cant a Cuba.

## Noms
Ferminia és derivat de Fermín i cerverai és "dedicat a Cervera". L'espècie va ser recol·lectada per primera vegada en 1926 pel naturalista espanyol Fermín Zanón Cervera, i en el seu honor va ser nomenada. En anglès la hi nomena Zapata wren, encara que al principi en la Revista Auk la hi va denominar Cervera's Wren.

## Distribució
És endèmica de la zona de San Tomás en el pantà de Zapata, província de Matanzas a Cuba occidental. Habita en una de les zones menys de la península de Zapata. Prefereix herbassars amb matolls dispersos, que s'inunden amb estacionalitat.

## Descripció
Mesura uns 16 cm de llarg. El color general és castany grisenc. El cap té taques petites i en l'esquena, les ales i la cua té barres negres. Per a baix és de color blanc, amb els flancs de negre. Els ulls són castanys. El bec és llarg, de color beix grisenc. La cua és llarga i la sol posar cap avall quan està posada. Les ales són curtes. Vola poc, camina sobre l'herba sigilosament. Canta fort i melodiosa. Menja sargantanes, insectes, mol·luscs, aranyes i petites fruites.